# Грофа (гора)
Грофа (укр. Ґрофа) — горная вершина в Украинских Карпатах, в массиве Горганы. Расположена в Калушском районе Ивано-Франковской области, в пределах природоохранной территории — Ландшафтного заказника Грофа. Высота 1748 м. Имеет коническую форму. Сохранились ледниковые формы рельефа — кары, моренные валы. До высоты 1450 м склоны покрыты еловым лесом, выше — каменные осыпи.
Северо-западнее Грофы расположена гора Молода (1723 м), на юго-запад — Паренки (1735 м), чуть дальше и левее — Попадья (1740 м), на восток — Игровец (1804), на юго-восток — Сивуля (1836 м). Севернее Грофы виднеется хребет Аршица с вершиной Горган Илемский (1587 м).
Ближайший населенный пункт — село Осмолода.